# کریم گوئده
کریم گوئده (انگلیسی: Karim Guédé؛ زادهٔ ۷ ژانویهٔ ۱۹۸۵) بازیکن فوتبال اهل توگو است.
از باشگاه‌هایی که در آن بازی کرده‌است می‌توان به باشگاه فوتبال فرایبورگ و باشگاه فوتبال اسلوان براتیسلاوا اشاره کرد.
وی همچنین در تیم ملی فوتبال اسلواکی بازی کرده‌است.